# Telmatobius
Telmatobius és un gènere de granotes de la família Leptodactylidae que es troba a Sud-amèrica.

## Taxonomia
- Telmatobius arequipensis
- Telmatobius atacamensis
- Telmatobius atahualpai
- Telmatobius brevipes
- Telmatobius brevirostris
- Telmatobius carillae
- Telmatobius ceiorum
- Telmatobius chusmisensis
- Telmatobius cirrhacelis
- Telmatobius colanensis
- Telmatobius contrerasi
- Telmatobius culeus
- Telmatobius dankoi
- Telmatobius degener
- Telmatobius edaphonastes
- Telmatobius fronteriensis
- Telmatobius gigas
- Telmatobius halli
- Telmatobius hauthali
- Telmatobius hockingi
- Telmatobius huayra
- Telmatobius hypselocephalus
- Telmatobius ifornoi
- Telmatobius ignavus
- Telmatobius intermedius
- Telmatobius jahuira
- Telmatobius jelskii
- Telmatobius laticeps
- Telmatobius latirostris
- Telmatobius marmoratus
- Telmatobius mayoloi
- Telmatobius necopinus
- Telmatobius niger
- Telmatobius oxycephalus
- Telmatobius pefauri
- Telmatobius peruvianus
- Telmatobius philippii
- Telmatobius pinguiculus
- Telmatobius pisanoi
- Telmatobius platycephalus
- Telmatobius rimac
- Telmatobius schreiteri
- Telmatobius scrocchii
- Telmatobius sibiricus
- Telmatobius simonsi
- Telmatobius stephani
- Telmatobius thompsoni
- Telmatobius truebae
- Telmatobius vellardi
- Telmatobius vilamensis
- Telmatobius yuracare
- Telmatobius zapahuirensis